# Mariana Târcă
Mariana Târcă (născută Oacă, n. 9 octombrie 1962, Mândra, Brașov, Republica Populară Română) este o fostă jucătoare română de handbal.
Mariana Târcă a fost antrenoare a echipei Corona Brașov. În 2022 a fost numită director tehnic peste toate loturile feminine.

## Palmares internațional
Ca jucătoare
- Liga Campionilor:
  -  Câștigătoare: 1996 (cu Podravka Koprivnica)
- Trofeul Campionilor EHF Feminin: 
  -  Câștigătoare: 1996 (cu Podravka Koprivnica)

Ca antrenoare
- Liga Națională a României:
  - Câștigătoare: 2006 (cu Rulmentul Brașov)
- Cupa Challenge EHF Feminin: 
  -  Câștigătoare: 2007 (cu Rulmentul Brașov)
- Cupa Cupelor EHF Feminin: 
  - Finalistă: 2008 (cu Rulmentul Brașov)

## Viața personală
Mariana Târcă este cetățean de onoare al Croației. De asemenea Mariana Târcă este cetățean de onoare al Făgărașului, orașul în care a făcut primii pași în handbal.
Ea este căsătorită cu Sorin Târcă, președintele clubului Rulmentul Municipal Brașov, și au împreună o fată, Sorina(Grozav Sorina), care face parte din lotul echipei naționale a României.